# Victor Spencer, I visconte Churchill
Victor Albert Francis Charles Spencer, I visconte Churchill (Londra, 23 ottobre 1864 – Langlee House, 3 gennaio 1934), è stato un nobile e ufficiale inglese.

## Biografia
Era il figlio di Francis Spencer, II barone Churchill, e di sua moglie Jane Conyngham. Era un Paggio d'Onore per la regina Vittoria (1876–1881), e nel 1886 riuscì a titolo del padre come barone Churchill.
Studiò all'Eton College e al Royal Military College di Sandhurst, entrando nei Coldstream Guards.

### Carriera politica

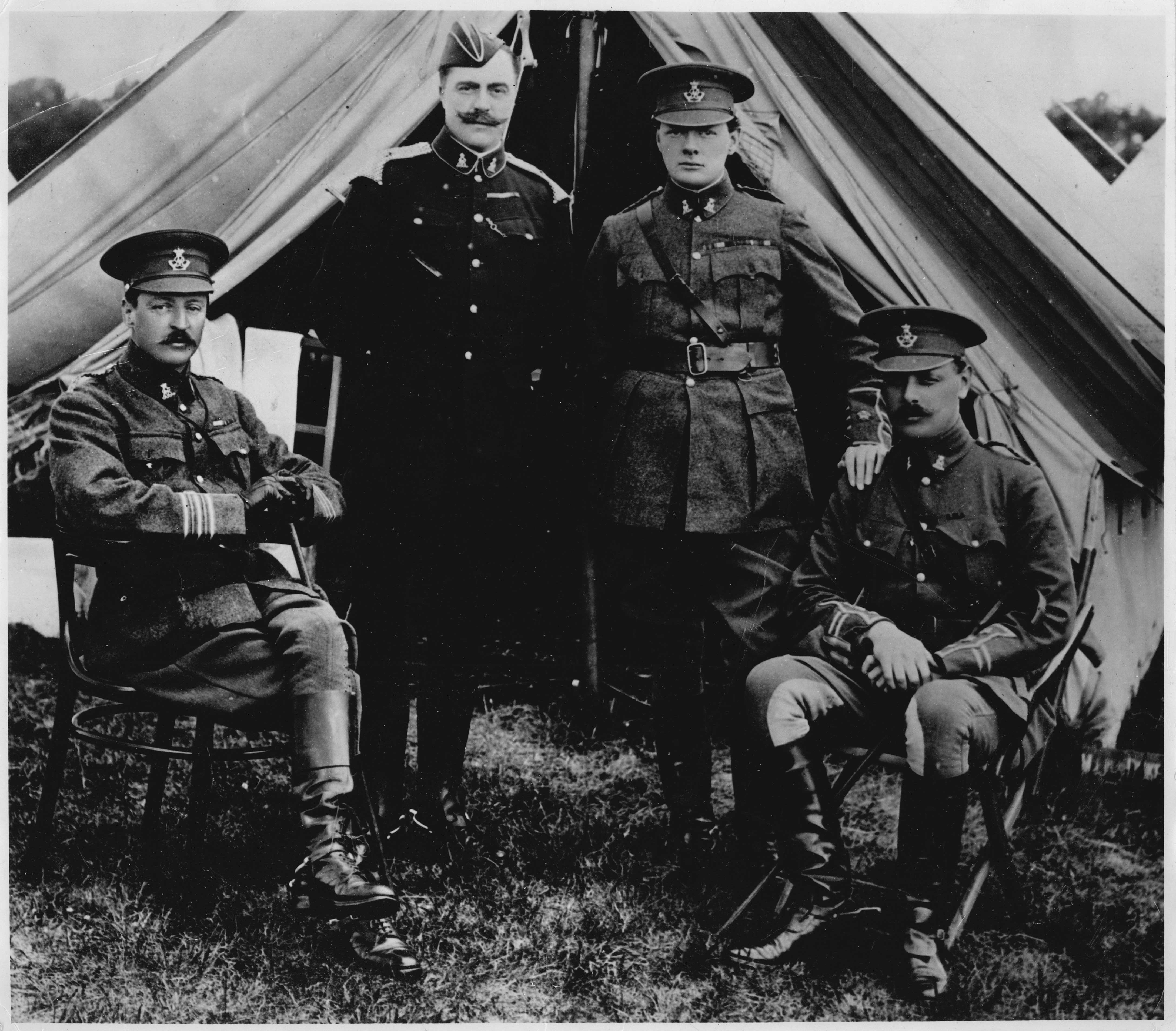
I Churchill. Da sinistra: Charles Spencer-Churchill, IX duca di Marlborough, Victor, Winston Churchill e, seduto al suo fianco, il fratello Jack (settembre 1914)

Spencer è stato un Lord in Waiting (1889–1892 e 1895–1905) nei governi di Salisbury ed è stato creato visconte Churchill , di Rolleston nella Contea di Leicester, il 14 luglio 1902. È stato anche presidente e direttore di diverse aziende di trasporti, tra cui il Great Western Railway (1908–1934), la British India Steamship Company, P & O e il Grand Union Canal.

## Matrimoni

### Primo Matrimonio
Sposò, il 1º gennaio 1887 a Cottesmore, Lady Maud Verena Lowther (6 aprile 1865–25 dicembre 1938), figlia di Henry Lowther, III conte di Lonsdale. Ebbero quattro figli:
- Victor Almeric Lancelot Spencer (18 gennaio 1888);
- Victor Spencer, II visconte Churchill (2 agosto 1890–21 dicembre 1973);
- Victoria Ivy Louise Spencer (15 ottobre 1897–19 novembre 1946), sposò Cecil Brassey, non ebbero figli;
- Ursula Spencer (21 giugno 1901–1º giugno 1934), sposò Alick Tod, non ebbero figli.

La coppia divorziò nel 1927.

### Secondo Matrimonio
Sposò, il 29 agosto 1927 a Londra, Christine McRae Sinclair (24 settembre 1895–22 maggio 1972), figlia di William Sinclair. Ebbero due figli:
- Lady Sarah Faith Georgina Spencer (5 giugno 1931), sposò Richard John Palmer, ebbero tre figli;
- Victor Spencer, III visconte Churchill (31 luglio 1934).

## Morte
Morì il 3 gennaio 1934, all'età di 69 anni, a Langlee House, Roxburghshire, da una polmonite.

## Ascendenza
|                                             |                                          |                                             | Genitori                                   |  |  | Nonni |  |  | Bisnonni                               |  |  | Trisnonni                                |  |
|                                             |                                          |                                             |                                            |  |  |       |  |  | George Spencer, IV duca di Marlborough |  |  | Charles Spencer, III duca di Marlborough |  |
|                                             |                                          |                                             |                                            |  |  |       |  |  | George Spencer, IV duca di Marlborough |  |  | Charles Spencer, III duca di Marlborough |  |
|                                             |                                          | hon. Elizabeth Trevor                       |                                            |  |  |       |  |  | George Spencer, IV duca di Marlborough |  |  |                                          |  |
| Francis Spencer, I barone Churchill         |                                          |                                             |                                            |  |  |       |  |  | George Spencer, IV duca di Marlborough |  |  |                                          |  |
|                                             |                                          | lady Caroline Russell                       | John Russell, IV duca di Bedford           |  |  |       |  |  |                                        |  |  |                                          |  |
|                                             |                                          | lady Caroline Russell                       | John Russell, IV duca di Bedford           |  |  |       |  |  |                                        |  |  |                                          |  |
|                                             |                                          | lady Caroline Russell                       | lady Gertrude Leveson-Gower                |  |  |       |  |  |                                        |  |  |                                          |  |
| Francis Spencer, II barone Churchill        |                                          | lady Caroline Russell                       |                                            |  |  |       |  |  |                                        |  |  |                                          |  |
|                                             |                                          | Augustus FitzRoy, III duca di Grafton       | lord Augustus FitzRoy                      |  |  |       |  |  |                                        |  |  |                                          |  |
|                                             |                                          | Augustus FitzRoy, III duca di Grafton       | lord Augustus FitzRoy                      |  |  |       |  |  |                                        |  |  |                                          |  |
|                                             |                                          | Augustus FitzRoy, III duca di Grafton       | Elizabeth Cosby                            |  |  |       |  |  |                                        |  |  |                                          |  |
| lady Frances FitzRoy                        |                                          | Augustus FitzRoy, III duca di Grafton       |                                            |  |  |       |  |  |                                        |  |  |                                          |  |
|                                             |                                          | Elizabeth Wrottesley                        | rev. sir Richard Wrottesley, VII baronetto |  |  |       |  |  |                                        |  |  |                                          |  |
|                                             |                                          | Elizabeth Wrottesley                        | rev. sir Richard Wrottesley, VII baronetto |  |  |       |  |  |                                        |  |  |                                          |  |
|                                             |                                          | Elizabeth Wrottesley                        | lady Mary Leveson-Gower                    |  |  |       |  |  |                                        |  |  |                                          |  |
| Victor Spencer, I visconte Churchill        |                                          | Elizabeth Wrottesley                        |                                            |  |  |       |  |  |                                        |  |  |                                          |  |
|                                             | Henry Conyngham, I marchese di Conyngham | Francis Conyngham, II barone Conyngham      |                                            |  |  |       |  |  |                                        |  |  |                                          |  |
|                                             | Henry Conyngham, I marchese di Conyngham | Francis Conyngham, II barone Conyngham      |                                            |  |  |       |  |  |                                        |  |  |                                          |  |
|                                             | Henry Conyngham, I marchese di Conyngham | Elizabeth Clements                          |                                            |  |  |       |  |  |                                        |  |  |                                          |  |
| Francis Conyngham, II marchese di Conyngham | Henry Conyngham, I marchese di Conyngham |                                             |                                            |  |  |       |  |  |                                        |  |  |                                          |  |
|                                             |                                          | Elizabeth Denison                           | Joseph Denison                             |  |  |       |  |  |                                        |  |  |                                          |  |
|                                             |                                          | Elizabeth Denison                           | Joseph Denison                             |  |  |       |  |  |                                        |  |  |                                          |  |
|                                             |                                          | Elizabeth Denison                           | Elizabeth Butler                           |  |  |       |  |  |                                        |  |  |                                          |  |
| lady Jane Conyngham                         |                                          | Elizabeth Denison                           |                                            |  |  |       |  |  |                                        |  |  |                                          |  |
|                                             |                                          | Henry William Paget, I marchese di Anglesey | Henry Paget, I conte di Uxbridge           |  |  |       |  |  |                                        |  |  |                                          |  |
|                                             |                                          | Henry William Paget, I marchese di Anglesey | Henry Paget, I conte di Uxbridge           |  |  |       |  |  |                                        |  |  |                                          |  |
|                                             |                                          | Henry William Paget, I marchese di Anglesey | Jane Champagné                             |  |  |       |  |  |                                        |  |  |                                          |  |
| lady Jane Paget                             |                                          | Henry William Paget, I marchese di Anglesey |                                            |  |  |       |  |  |                                        |  |  |                                          |  |
|                                             |                                          | lady Caroline Villiers                      | George Villiers, IV conte di Jersey        |  |  |       |  |  |                                        |  |  |                                          |  |
|                                             |                                          | lady Caroline Villiers                      | George Villiers, IV conte di Jersey        |  |  |       |  |  |                                        |  |  |                                          |  |
|                                             |                                          | lady Caroline Villiers                      | Frances Twysden                            |  |  |       |  |  |                                        |  |  |                                          |  |
|                                             |                                          | lady Caroline Villiers                      |                                            |  |  |       |  |  |                                        |  |  |                                          |  |